# Свербеев, Дмитрий Николаевич
Дмитрий Николаевич Свербеев (8 [19] сентября 1799, Москва, Московская губерния, Российская империя — 13 [25] февраля 1874, Веве, Во, Швейцария) — русский общественный деятель, историк, дипломат и писатель, автор мемуаров о пушкинском времени, изданных в Москве в 1899 году.

## Биография
Дмитрий Николаевич Свербеев родился 8 (19) сентября 1799 года в Москве Московской губернии, Российская империя; крещён 15 сентября в церкви Николая Чудотворца в Плотниках на Арбате при восприемстве П. А. Обрескова и бабушки Анны Фёдоровны Обресковой. Происходит из южнорусского дворянского рода. Отец его, Николай Яковлевич Свербеев (1740—1814), окончил юнкерскую школу при Московском сенате, служил в пехотном полку и участвовал в защите Царицына, осаждённого восставшими под предводительством Емельяна Пугачёва. Был масоном «великим мастером ложи» в Орле. Мать, Екатерина Васильевна Обрескова (1763 — 7 февраля 1801), была родной сестрой сенатора Н. В. Обрескова. Умерла при рождении второго сына Якова (6 февраля 1801 — 10 февраля 1801).
Д. Н. Свербеев получил первоначальное образование в Царскосельском лицее. В 1810 году вступил на службу губернским регистратором в Канцелярию Московского гражданского губернатора. В 1813—1817 годах обучался в Московском университете на юридическом факультете. Получив аттестат, поступил на службу в Петербурге в Комиссию прошений на высочайшее имя, начальником которой был его родственник П. А. Кикин. Благодаря его хлопотам в 1824 году Свербеев получил должность атташе русского посольства в Женеве. Летом 1824 года в Берне познакомился с П. Я. Чаадаевым.
Вернувшись в Россию в 1826 году, продолжил службу в Министерстве иностранных дел. В январе 1827 года перевёлся в Московский архив. В 1829 году был назначен главным смотрителем Комиссии печатания грамот и договоров, возглавлял которую А. Ф. Малиновский. В 1830 году в чине надворного советника вышел в отставку и поселился в Москве, где близко сошёлся с А. С. Пушкиным.
Литературный салон Свербеевых по пятницам посещали известные люди своего времени — В. А. Жуковский, И. А. Крылов, Н. В. Гоголь, А. И. Тургенев, П. Я. Чаадаев и Н. М. Языков, поздние представители славянофилов и западников. Философско-литературный салон находился сначала на Страстном бульваре, затем на Тверском бульваре, а с конца 1840-х годов в Большом Николопесковском переулке. Сам Свербеев активно участвовал в общественной жизни, представляя либеральное, западническое и славянофильское направления, также был близко знаком с А. И. Герценом.
Последние годы провёл в Швейцарии, где написал свои мемуары. Дмитрий Николаевич Свербеев скончался 13 (25) февраля 1874 года в Веве, Швейцария. Похоронен рядом с сыном Николаем в склепе под Николаевским приделом Покровской церкви села Сетуха Новосильского уезда Тульской губернии.

## Семья
С 1827 года был женат на княжне Екатерине Александровне Щербатовой (1808—1892), дочери князя Александра Фёдоровича Щербатова (1778—1817) и Варвары Петровны Оболенской (1774—1843). Известна как приятельница П. Я. Чаадаева и Н. Гоголя, с которым особенно сблизилась после его окончательного возвращения в Россию, помогала ему материально. Баратынский посвятил ей стихотворение «К. А. Свербеевой». 
В браке имели детей:
- Николай Дмитриевич (1829—1860), окончил историко-филологическое отделение Московского университета[11], чиновник по особым поручениям по дипломатической части в канцелярии иркутского генерал-губернатора Н. Н. Муравьева. С 1856 года был женат на Зинаиде, дочери декабриста С. П. Трубецкого; у них сын Сергей.
- Варвара Дмитриевна (род. 1831), замужем с 1854 года за Львом Ивановичем Арнольди (1822—1860).
- Екатерина Дмитриевна (1832—1897)
- Александр Дмитриевич (1835—1917), сенатор, женат на Вере Федоровне фон Менгрен.
- Софья Дмитриевна (1843—1903), замуж не захотела выходить, провела всю жизнь с отцом и матерью.
- Ольга Дмитриевна
- Анна (Агния) Дмитриевна
- Михаил Дмитриевич (1843—1903), служил в канцелярии киевского генерал-губернатора, позже в Воронеже, женат на Марии Вячеславовне Шидловской (1853—1912).
- Дмитрий Дмитриевич (1845—1921), камергер и курляндский губернатор.